# Professeur Heather de musique
Professeur Heather de musique est le titre d’une chaire universitaire à université d’Oxford. Ce poste et son financement proviennent d'un legs de William Heather (c. 1563 – 1627). Suivant l’exemple de son ami William Camden qui avait laissé des biens pour financer la création d'une chaire d'histoire à Oxford en 1622, Heather fonde une conférence de musique à Oxford et propose de doter l’université « d’instruments et de livres de musique pour promouvoir une pratique musicale hebdomadaire ». Il ajoute des instructions spécifiques pour la pratique de la musique les jeudis après-midi (sauf pendant le carême) et qu’il doit y avoir un Master of the Musicke. Ce maître doit prendre soin des instruments et des livres de musique et entreprendre des répétitions et fournir une formation à la fois théorique et pratique en musique,,,.

## Liste des professeurs Heather de musique
- Richard Nicholson - (1626)
- Arthur Phillips - (1639)
- John Wilson - (1656)
- Edward Lowe - (1661)
- Richard Goodson - (1682)
- Richard Goodson - (1718)
- William Hayes - (1741)
- Philip Hayes - (1777)
- William Crotch - (1797)
- Henry Rowley Bishop - (1848)
- Frederick Ouseley - (1855)
- John Stainer - (1889)
- Hubert Parry - (1900)
- Walter Parratt - (1908)
- Hugh Allen - (1918)
- Jack Westrup - (1947
- Joseph Kerman - (1971)
- Denis Arnold - (1975)
- Brian Trowell - (1986)
- Reinhard Strohm - (1996)
- Eric Clarke - (2007)